# Sønderjyske Tværbane
De Sønderjyske Tværbane (Nederlands: Zuid-Jutlandse Dwarslijn) was en is ten dele nog steeds een eenbaansspoorlijn tussen Højer Sluse via Tinglev en Sønderborg in Zuid-Jutland.

## Geschiedenis
De spoorlijn werd aangelegd toen dit gebied nog deel uitmaakte van het Duitse Rijk. Het eerste deel tussen Tønder en Tinglev werd op 26 juni 1867 in gebruik genomen. Op 15 juni 1892 volgde het deel tussen Højer en Tønder. Het laatste deel tussen Tinglev en Sønderborg werd op 15 juli 1901 geopend. Als gevolg van het Verdrag van Versailles en het daarop volgende referendum in Sleeswijk over Zuid-Jutland en sleeswijk kwam de regio op 15 juni 1920 bij Denemarken. De spoorlijn kwam in handen van de DSB.
De Sønderjyske Tværbane bestond uit drie delen:
- Tønder-Højerbanen - geopend op 15 juni 1892, personenvervoer beëindigd op 15 mei 1935, gesloten op 31 maart 1962.
- Tønder-Tinglev-banen - geopend op 26 juni 1867, personenvervoer beëindigd in 1971, goederenvervoer beëindigd in 2002. De spoorlijn werd geblokkeerd.
- Sønderborgbanen - geopend op 15 juli 1901, nog steeds in gebruik.

Højerbanen hoorde dienstmatig niet bij de sønderjyske tværbane. Het was vooral een zijlijn die de lijn Hamburg-Tønder met de veerverbinding tussen Højer Sluse en Sild verbond. Er heeft geen doorgaande trein tussen Højer en Sønderborg gereden, hetgeen wel het geval is tussen Tønder en Sønderborg.
De spoorlijn tussen Tinglev en Sønderborg werd eind jaren 90 van de vorige eeuw geëlektrificeerd. In 2010 werd de gehele 42 km lange spoorlijn gerenoveerd.